# 나 없는 내 인생
《나 없는 내 인생》(My Life Without Me)은 캐나다에서 제작된 이자벨 코셰트 감독의 2003년 멜로/로맨스, 드라마 영화이다. 사라 폴리 등이 주연으로 출연하였고 에스더 가르시아 등이 제작에 참여하였다.

## 출연

### 주연
- 사라 폴리
- 마크 러팔로

### 조연
- 데보라 해리
- 스코트 스피드먼
- 레오노르 와틀링
- 아만다 플러머
- 줄리안 리칭즈
- 마리아 드 메데이로스

## 기타
- Ass-PD: 미셀 루벤
- Line PD: 조디 토렌트
- 미술: 캐롤 라발리
- 의상: 캐티아 스타노